# Тишин, Аркадий Петрович
Аркадий Петрович Тишин (15 [28] апреля 1914, Липовка, Саратовская губерния — 7 ноября 1995, Иркутск) — советский театральный актёр, народный артист РСФСР.

## Биография
Аркадий Петрович Тишин родился 15 (28) апреля 1914 года в селе Липовка (ныне — Базарно-Карабулакского района Саратовской области). В 1939 году окончил Саратовское театральное училище (педагог И. А. Слонов).
В 1939—1948 годах играл в Грозненском русском драматическом театре им. М. Ю. Лермонтова.
С 1948 года был артистом Иркутского драматического театра им. Н. П. Охлопкова. За Аркадием Тишиным отмечали естественность как в жизни, так и на сцене, а также способность перевоплотиться в характеры прямо противоположные.
Умер 7 ноября 1995 года в Иркутске.

## Награды и премии
- Заслуженный артист РСФСР (1957)[источник?].
- Народный артист РСФСР (1969)[1].
- Орден «Знак Почёта» (1976)[1].
- Медаль «За доблестный труд в Великой Отечественной войне 1941—1945 гг.»[1].

## Работы в театре
- «Ревизор» Н. В. Гоголя — Хлестаков[1]
- «Доходное место» А. Н. Островского — Юсов
- «Власть тьмы» Л. Н. Толстого — Аким
- «Свадьба Кречинского» А. В. Сухово-Кобылина — Расплюев[1]
- «Баня» В. В. Маяковского — Победоносиков
- «Бег» М. А. Булгакова — Чарнота[1]
- «Анна Каренина» по Л. Толстому — Вронский[1]
- «Сказки старого Арбата» А. Н. Арбузова — Балясников
- «Свадьба с приданым» Н. М. Дьяконова — Курочкин[1]
- «Через сто лет в березовой роще» В. Н. Коростылёва — Николай I[1]
- «Записки княгини Волконской» М. Д. Сергеева — Николай I[1]
- 1969 — «Старший сын» А. В. Вампилова — Сарафанов[1]
- 1974 — «Характеры» по В. М. Шукшину — Ефим Пьяных и Матвей Рязанцев
- 1994 — «Гнездо глухаря» В. С. Розова — Судаков
- 1981 — «Ретро» А. М. Галина — Чмутин
- 1982 — «Любовь и голуби» В. П. Гуркина — Вислухин
- 1986 — «По соседству мы живёми» С. Л. Лобозерова — дед
- «Чёртова мельница» Яна Дрды — Солдат[1]